# Hôtel Bristol (Belgrade)
Pour les articles homonymes, voir Hôtel Bristol.
L'hôtel Bristol (en serbe cyrillique : Хотел Бристол ; en serbe latin : Hotel Bristol) est un hôtel situé à Belgrade, la capitale de la Serbie, dans la municipalité urbaine de Savski venac. Construit entre 1910 et 1912, il est inscrit sur la liste des biens culturels de la Ville de Belgrade.

## Présentation
L'hôtel Bristol, situé 50 rue Karađorđeva, et a été conçu pour abriter l'Association pour l'assurance et le crédit de la coopérative de Belgrade ; il a été construit entre 1910 et 1912, selon les plans de Nikola Nestorović, l'un des architectes les plus importants de cette époque. Le bâtiment est considéré comme le premier hôtel moderne de Belgrade et comme une sorte d'anthologie de l'architecture contemporaine serbe de cette époque. Sur le plan architectural, il appartient à l'école de l'Art nouveau. Il constitue également l'une des réalisations les plus abouties de l'architecte Nikola Nestorović.

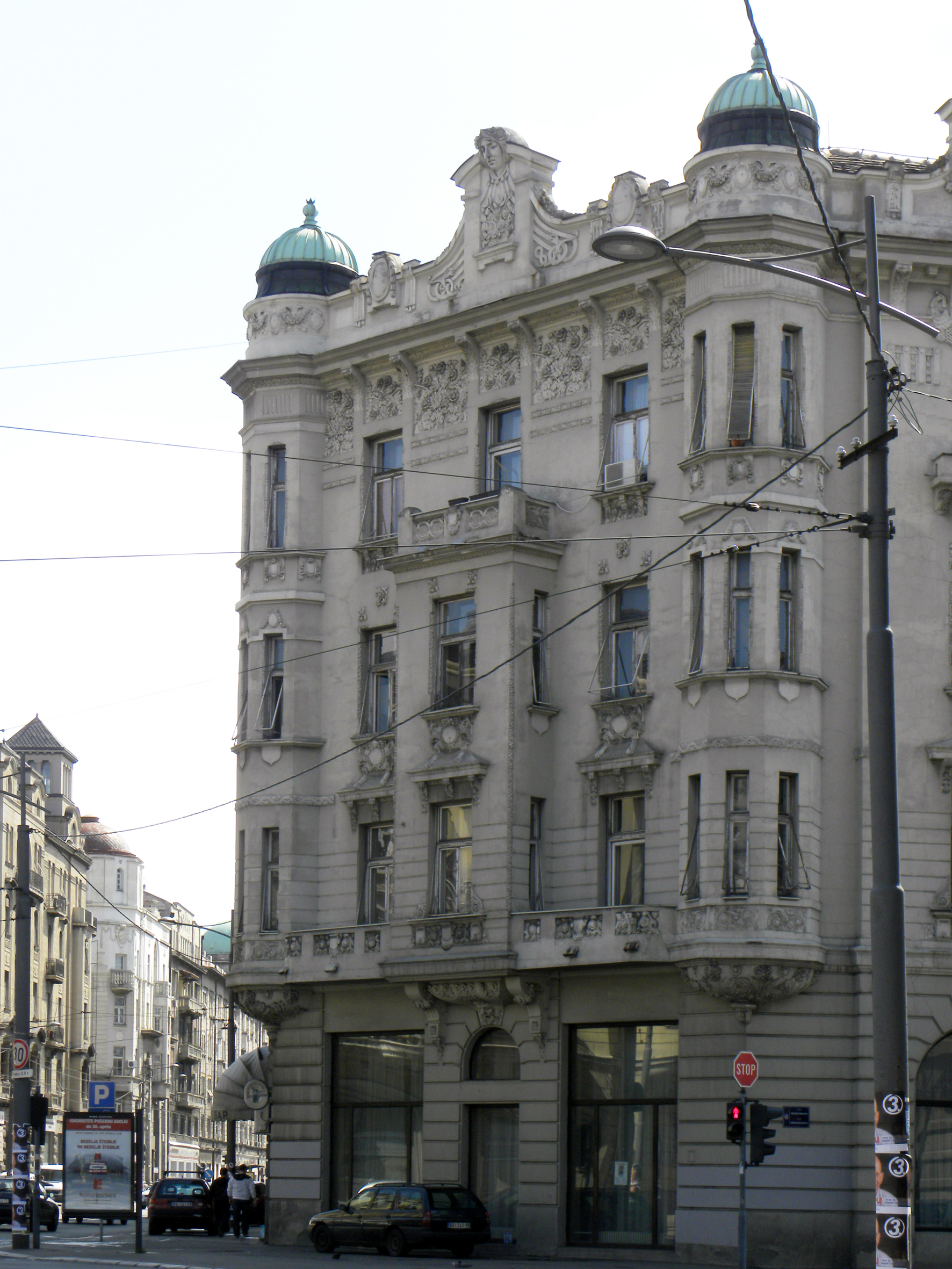
Détail de la façade principale